# Pandalopsis spinosior
Pandalopsis spinosior is een garnalensoort uit de familie van de Pandalidae. De wetenschappelijke naam van de soort is voor het eerst geldig gepubliceerd in 2000 door Hanamura, Khono & Sakaji.